# Agriophara diminuta
Agriophara diminuta es una especie de polilla del género Agriophara, familia Depressariidae.
Fue descrita científicamente por Fischer von Röslerstamm en 1885.